# Opuntioideae
Opuntioideae is een onderfamilie van de cactusfamilie (Cactaceae). Het bevat vijftien geslachten verdeeld in vijf geslachtengroepen.

## Geslachtengroepen
- Austrocylindropuntieae Wallace & Dickie
  - Austrocylindropuntia Backeb.
  - Cumulopuntia F.Ritter
- Cylindropuntieae Doweld
  - Cylindropuntia (Engelm.) F.M.Knuth
  - Grusonia Rchb.f. ex Britton & Rose
  - Pereskiopsis Britton & Rose
  - Quiabentia Britton & Rose
- Opuntieae Salm-Dyck
  - Brasiliopuntia (K. Schum.) A. Berger
  - Consolea Lem.
  - Miqueliopuntia Fric ex F. Ritter
  - Opuntia Mill.
  - Tacinga Britton & Rose
  - Tunilla D. R. Hunt & Iliff
- Pterocacteae Doweld
  - Pterocactus K.Schum.
- Tephrocacteae Doweld
  - Maihueniopsis Speg.
  - Tephrocactus Lem.